# Prix UNESCO-Japon pour l'Education au développement durable
Le Prix UNESCO-Japon pour l'Éducation au développement durable est une récompense décernée annuellement par l'UNESCO, à trois organisations en faveur de l'éducation au développement durable.

## Histoire
La récompense a été établie par le comité exécutif de l'UNESCO à l'initiative du gouvernement japonais, dans le cadre du programme de l'UNESCO d'action globale pour le développement durable.
Depuis la décision du Comité exécutif de l'UNESCO du mois d'Octobre 2019, le prix est délivré tous les 2 ans.

## Prix
La cérémonie de remise du prix a lieu annuellement au siège de l'UNESCO à Paris. Le jury est sélectionné par le directeur général, et est constitué de plusieurs personnalités venant de pays différents. Le directeur-général de l'UNESCO délivre en personne les prix lors de la cérémonie.
Les trois lauréats reçoivent 150 000 $ chacun.

## Lauréats

### Années 2010
2015 :
- Allemagne: rootAbility[3]
- Guatemala/ Salvador: Asociación SERES[4]
- Indonésie: Jayagiri Centre[5]

2016 :
- Cameroun : Centre for Community Regeneration and Development
- Japon : Okayama ESD Promotion Commission
- Royaume-Uni : National Union of Students UK

2017 :
- Jordanie : Zikra for Popular Learning
- Royaume-Uni : Hard Rain Project
- Zimbabwe : Sihlengeni Primary School

2018 :
- Namibie : Namib Desert Environmental Education Trust
- Indonésie : Kalabia Foundation
- Estonie : World Clean Up Day

2019 :
- Botswana : Camphill Community Trust
- Brésil : Sustainable Amazon Foundation
- Allemagne : La ville de Hambourg

### Années 2020
2021
- En attente